# Bob Tutupoly
Bob Tutupoly lub Bob Tutupoli, właśc. Bobby Willem Tutupoly (ur. 13 listopada 1939 w Surabai, zm. 5 lipca 2022 w Dżakarcie) – indonezyjski piosenkarz.

## Życiorys
Jeszcze w trakcie nauki w szkole średniej został zaproszony przez Didiego Pattirane do kwartetu jazzowego w rozgłośni RRI Surabaya. Wraz z nim nagrywał m.in. muzykę regionalną z Moluków, znalazły się tu np. utwory: „Mande-mande”, „Sulie”, „Donci Bagici”. Nagrywanie zostało umożliwione przez państwową wytwórnię płytową Lokananta. Później działał w zespołach muzycznych Chen Brohers i Bhinneka Ria.
Kształcił się w Perguruan Tinggi Ekonomi Surabaya (późniejszy Wydział Ekonomii Uniwersytetu Airlangga) oraz na Wydziale Ekonomii Uniwersytetu Padjajaran w Bandungu, ale studiów nie ukończył. W trakcie studiów w Bandungu dołączył do grupy Cresendo. W 1963 roku zespół The Riders poprosił go o zastąpienie ich ówczesnego wokalisty. Występował nie tylko w kraju, ale także w Malezji, Singapurze i Hongkongu.
W 1978 roku został wybrany do reprezentowania Indonezji na wymianie artystów ASEAN (wraz z Grace Simon). Został także zwycięzcą Festiwalu Piosenki Popularnej w 1980 roku oraz reprezentował Indonezję na międzynarodowym festiwalu w Nippon Budōkan.
Jego utwór „Simponi Yang Indah” został sklasyfikowany na pozycji 122. w zestawieniu 150 indonezyjskich utworów wszech czasów, opublikowanym przez lokalne wydanie magazynu „Rolling Stone”.

## Dyskografia
- Widuri
- Why Do You Love Me
- Mengapa Tiada Maaf
- Gadis Adam
- Jangan Kau Rayu
- Disana
- Tanpamu
- Langit Biru
- Andaikan
- Hidupku
- Oh Cha Cha Cha
- Rambate Rata Hayo
- Mungkinkah
- Susy Dan Mamanya